# Patti Russo

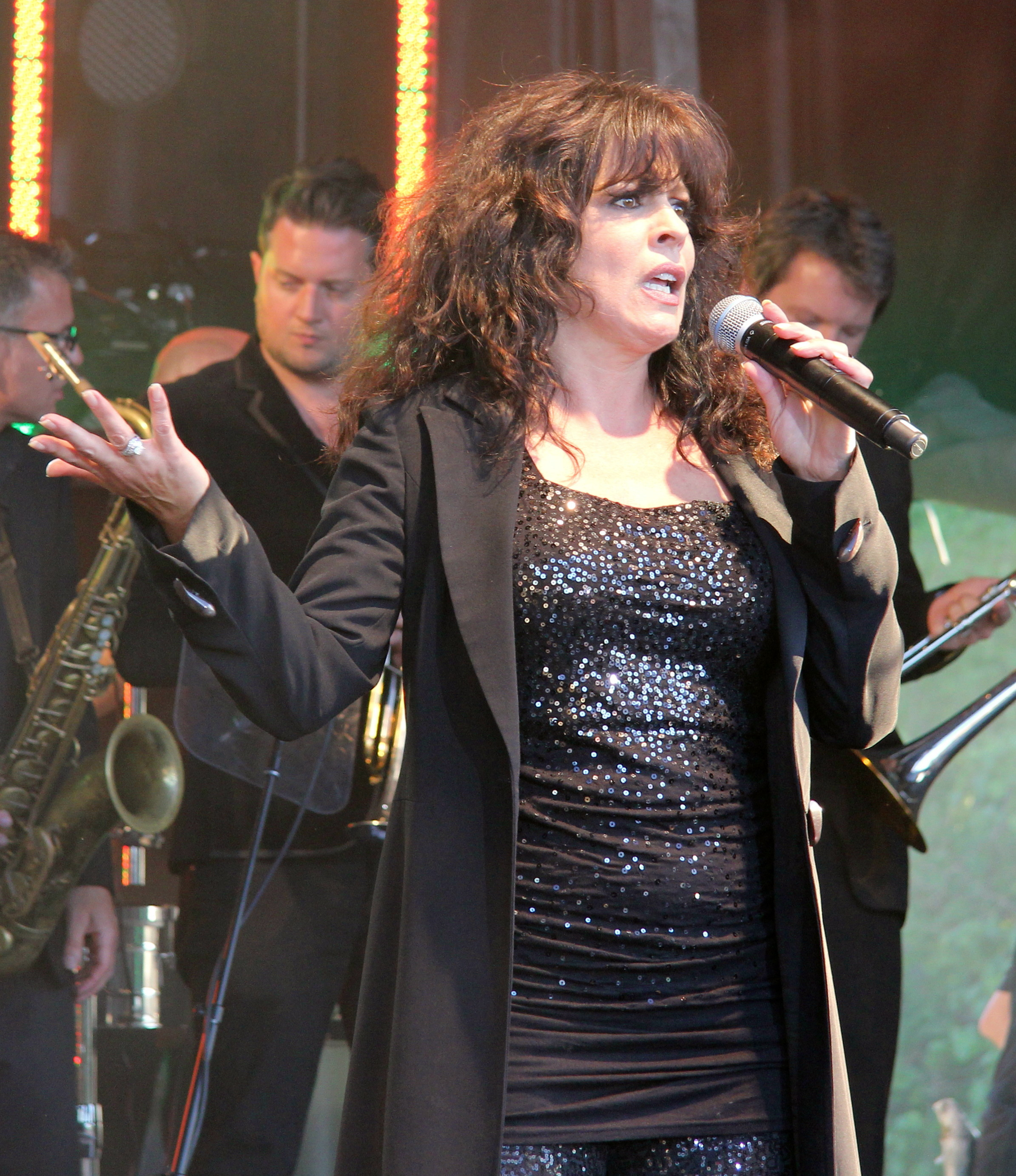
Patti Russo (2012)

Patricia „Patti“ Russo (* 20. Mai 1964 in New Jersey) ist eine US-amerikanische Sängerin.

## Leben
Russo wurde in New Jersey geboren und wuchs zusammen mit ihrer älteren Schwester Madeline im nördlichen Teil New Yorks auf. Schon früh begann sie mit dem Gesang und war Mitglied des Schulchors.
Sie sang in mehreren Stücken des Rocksängers Meat Loaf (1995 I’d lie for you und If this is the last kiss für das Album Welcome to the Neighbourhood, 1999 Is nothing sacred als Duett-Neuaufnahme des Solostücks der Best-of-CD, 2003 Couldn’t have said it better als Titelsong des gleichnamigen Albums, 2006 What about love für das Album Bat Out of Hell III) und war von 1993 bis 2006 als Leadsängerin in Meat Loafs Live-Band, dem Neverland Express, mit auf Tourneen. Seit Sommer 2008 ist sie erneut Mitglied der Band. Auf dem am 23. April 2010 erschienenen Album Hang Cool Teddy Bear singen Patti Russo und Meat Loaf das Duett Let’s be in love.
Patti Russo sang die Rolle der Theresa, Beethovens heimlicher Liebe, auf dem Album Beethoven’s Last Night (Within the dreams of candlelight, I’ll keep you secret und After the fall) des Trans-Siberian Orchestra (TSO) und im Jahre 2001 lieh sie dem TSO nochmals ihre Stimme für das Whoville Medley: Perfect Christmas Night.
Von August 2000 bis zum Februar 2001 spielte sie die Rolle der Esmeralda im Londoner Musical Notre Dame de Paris.
2017 tourte sie in Spanien mit der Produktion Symphonic Rhapsody of Queen.